# Бојан Марковић
Бојан Марковић је рођен 1985. године у Ужицу, дипломирао је на Катедри за српску књижевност на Филолошком факултету у Београду. Објављује поезију и есејистику у књижевној периодици. Био је сарадник и модератор књижевно-трибинског програма Форум СКЦ-а. Поред поезије интересује га и филм, музика и драма. Део је уметничке групе Просути Изнутра.
Добитник је награде Млади Дис за 2013. годину која му је уручена на завршним свечаностима 50. Дисовог пролећа